# Xysmalobium undulatum
Xysmalobium undulatum är en oleanderväxtart som först beskrevs av Carl von Linné, och fick sitt nu gällande namn av William Aiton. Xysmalobium undulatum ingår i släktet Xysmalobium och familjen oleanderväxter. Inga underarter finns listade i Catalogue of Life.